# Auferstehungskathedrale (Tirana)

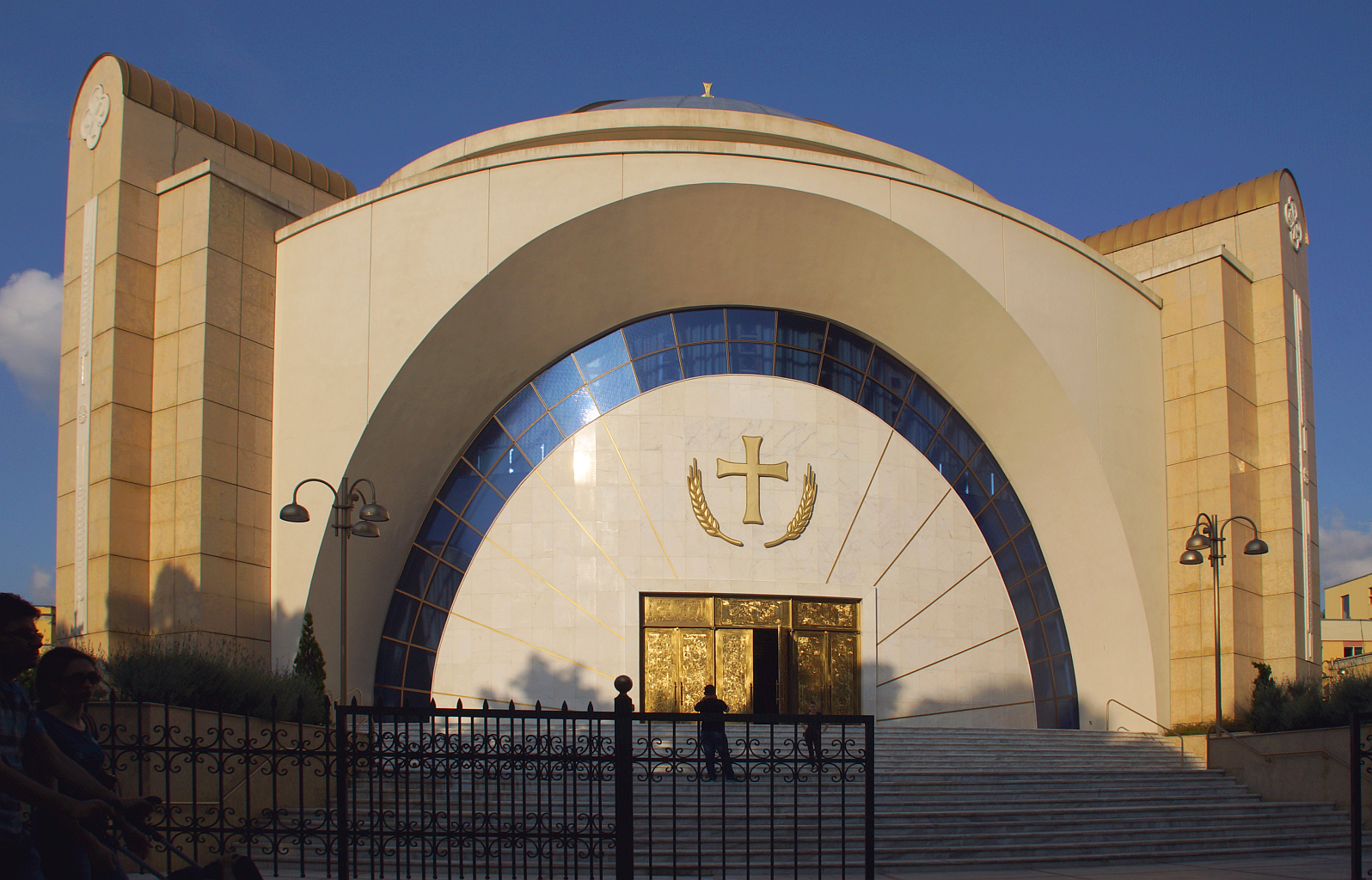
Albanisch-orthodoxe Auferstehungskathedrale in Tirana: Katedralja e re ortodokse Ngjallja e Krishtit (Foto 2014)

Die Kathedrale der Auferstehung Christi (albanisch Katedralja e Ngjalljës së Krishtit) ist einer der wichtigsten Sakralbauten der albanischen Hauptstadt Tirana. Die 2012 eröffnete Kathedrale gehört der albanisch-orthodoxen Kirche. Sie steht südwestlich des Skanderbeg-Platzes zwischen dem Sitz der Sozialistischen Partei und dem Verteidigungsministerium. 
Der Bau besteht aus einem großen Kuppelgebäude und einem nebenstehenden, 46 Meter hohen Glockenturm. Der Glockenturm besteht aus vier überdimensionierten Osterkerzen, die die vier Evangelisten symbolisieren. Die Treppe im Turm führt zu den 16 Glocken und einer Uhr. Die Kuppel hat einen Durchmesser von 26 Metern und ist 23 Meter hoch. Zum Komplex gehören zudem eine große und drei kleine Kapellen, ein Verwaltungsgebäude des Heiligen Synods, ein Kulturzentrum, ein kleines Museum, eine Lesehalle und eine Art Amphitheater. 
Die Konstruktion des Hauptgebäudes orientiert sich an der Hagia Sophia in Istanbul. Die modernen Mosaike gelten als die größten des Balkans. In der Kuppel erstrecken sie sich über 586 Quadratmeter und zeigen Christus Pantokrator in einem blauen Himmel mit goldenen Strahlen und Kreisen. Die drei Mosaike in der Hauptapsis, der nordöstlichen Apsis und der nordwestlichen Apsis sind je 87 Quadratmeter groß. Geschaffen wurden die Wanddekorationen von Liliana und Josif Droboniku in den Jahren 2010 bis 2016. Die Wandmalereien in der Kirche stammen mehrheitlich von Christos Papanikolaou.

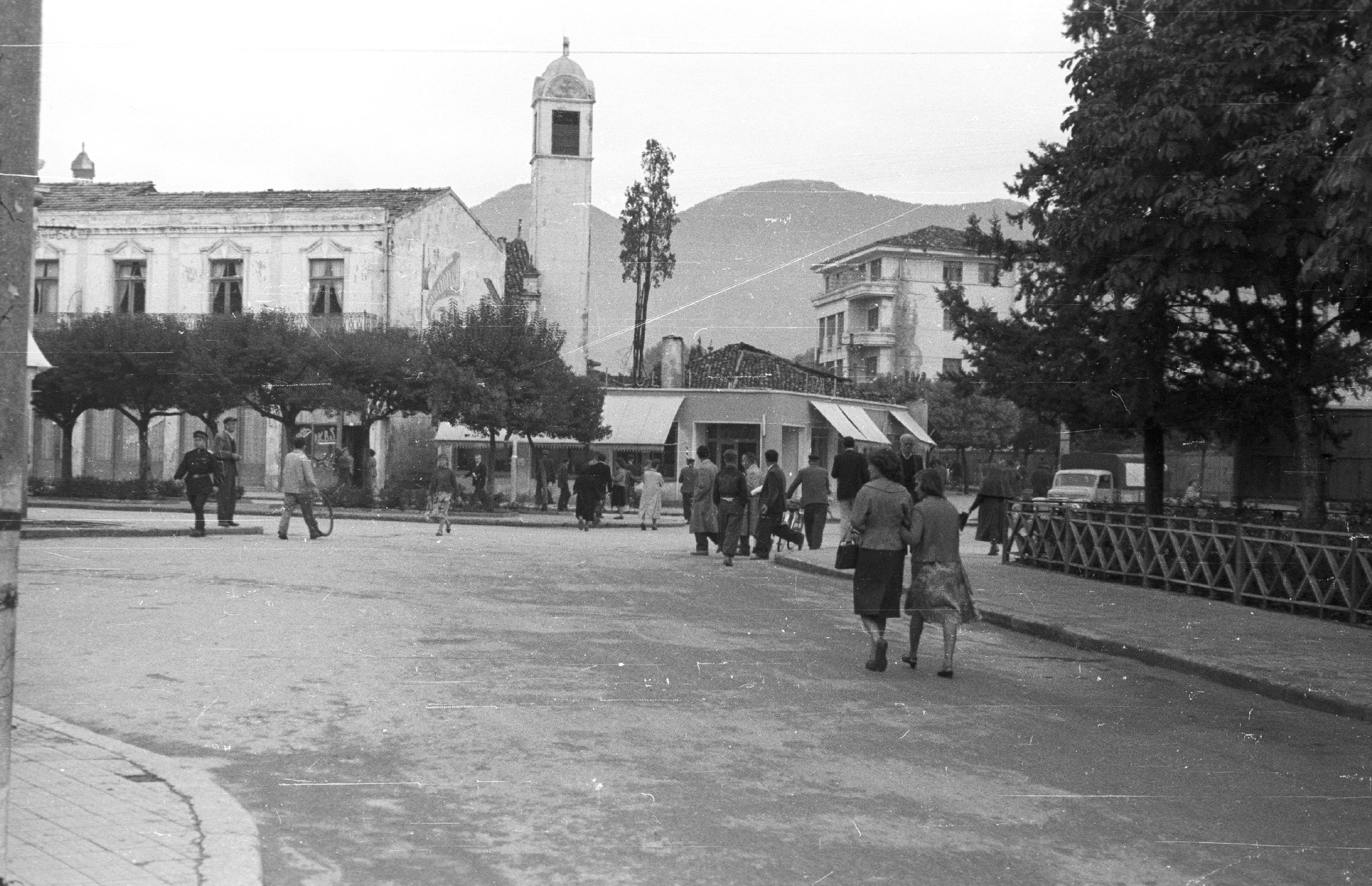
Die erste orthodoxe Kathedrale Tiranas

Die historische Hauptkathedrale der orthodoxen Kirche von Albanien war Ende der 1950er Jahre für den Bau des sozialistischen Kulturpalasts abgerissen worden. Danach diente eine Kirche an der Rruga e Kavajës als Hauptkirche der Orthodoxen Albaniens.
Der Auftrag für den Neubau wurde 2002 an das Architekturbüro Papdatos Partnership aus New York vergeben, das auf die Restaurierung byzantinischer Kirchen spezialisiert ist. Die Bauzeit betrug acht Jahre. Mit der Eröffnung am 24. Juni 2012 wurde des 20-jährigen Amtsjubiläums von Anastasios Yannoulatos gedacht, dem Erzbischof von Tirana und ganz Albanien. Am 1. Juni 2014 wurde die Kathedrale im Häusermeer Tiranas bei einer Feier der göttlichen Liturgie eingeweiht. Bei der Feier waren neben dem Staatspräsidenten Bujar Nishani, dem Ministerpräsidenten Edi Rama, dem Parlamentspräsidenten Ilir Meta und Lulzim Basha (Vorsitzenden der Demokratischen Partei sowie Bürgermeister Tiranas) auch die Häupter verschiedener orthodoxer Kirchen aus der ganzen Welt anwesend: Der Ökumenische Patriarch von Konstantinopel, Bartholomeos I., Patriarch Theophilos III. von Jerusalem, Erzbischof Chrysostomos II. von Zypern, Erzbischof Hieronymos II. von Athen, Metropolit Sawa von Warschau, Irinäus I., der Patriarch der serbisch-orthodoxen Kirche, sowie Vertreter der Kirche von Alexandrien, Antiochien, Russland, Georgien, Bulgarien und Amerika.

## Links
- Steven Papadatos: Sacred Symbolism in Modern Form. In: Argjiro, Andi Rembeci (Hrsg.): Art & Trashëgimi. Trashëgimia ortodokse e Shqipërisë, Nr. 7. Tirana 2016, ISBN 978-9928-14407-2, S. 108 f.